# 레나토 체사리니
레나토 체사리니(이탈리아어: Renato Cesarini reˈnaːto tʃezaˈriːni[*]; 1906년 4월 11일, 마르케 주 세니갈리아 ~ 1969년 3월 24일, 부에노스 아이레스 주 부에노스 아이레스)는 이탈리아계 아르헨티나인 축구 선수이자 감독으로, 현역 시절 이탈리아의 유벤투스에서 미드필더 겸 공격수로 활약한 것으로 알려져 있다. 그는 이중 국적의 선수로, 아르헨티나와 이탈리아 국가대표팀에서 모두 활약한 전적이 있다. 이탈리아 국가대표팀에서 활약하며, 그는 1931-32 시즌 중부 유럽 선수권 대회에서 준우승을, 1933-35 시즌의 같은 대회에서 우승을 거두었다.

## 선수 경력

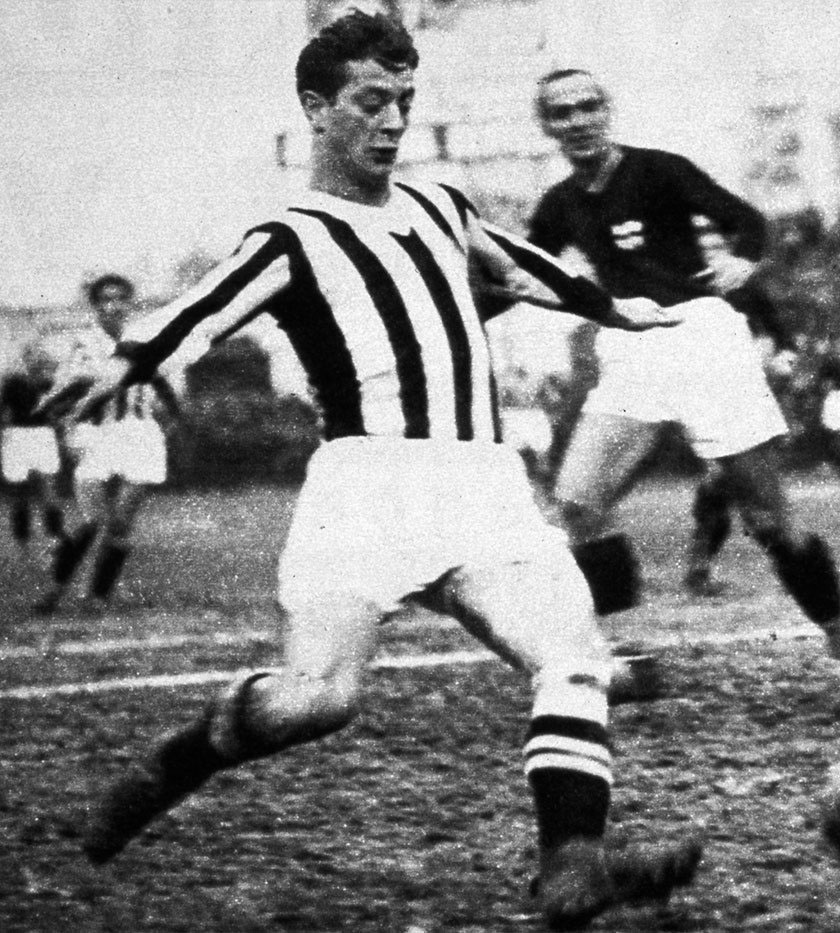
유벤투스 소속으로 1933-34 시즌 세리에 A 경기에 출전한 체사리니

체사리니는 마르케 주의 안코나 근처 세니갈리아 출신이나, 첫 돌을 맞이하기 전에 그의 가족은 아르헨티나의 부에노스 아이레스로 이민갔다.
유년 시절, 그는 부에노스 아이레스 근처의 여러 구단을 맴돌았는데, 아르헨티나 축구가 아마추어로 운영되던 시절 차카리타 주니어스에서 주로 활동했다.
1929년, 체사리니는 이탈리아 거함 유벤투스에 입단하여 1930년 3월 23일에 나폴리와의 경기에서 이탈리아 무대 신고식을 치렀다. 경기는 2-2 무승부로 끝났다. 이후, 그는 유벤투스 소속으로 전국 리그 5연패를 달성했다.
1936년, 그는 프로화된 아르헨티나 리그 무대로 복귀해 리버 플레이트 소속으로 리그를 2번 우승했다. 이 막강한 리버 플레이트 선수단은 훗날 구단의 기둥으로 성장할 두 기둥인 아돌포 페데르네라와 호세 마누엘 모레노가 버티고 있었다. 당시 선수단은 헝가리인 감독 히르칠 에메리코가 지도했는데, 체사리니와 그의 동료 카를로스 페우세제가 자신이 지도하던 1940년대에 중용되었다.

## 감독 경력
현역 은퇴 후, 체사리니는 축구 감독일을 시작했다. 그는 보카 주니어스와 리버 플레이트를 비롯한 다수의 아르헨티나 구단을 지도했다. 리버 플레이트 시절은 역대 최고의 선수단이 뛰던 시절이었다.
1941년부터 1947년까지, 이 리버 플레이트 선수단은 전설을 썼다: 체사리니는 1941년부터 1944년까지 지도하며 모레노, 페데르네라, 무노스, 라브루나, 그리고 로우스테아우를 합쳐 기계(La Maquina)로 회자되는 막강한 선수단을 구축했고, 이 선수단은 남아메리카에서 현재까지 역대 최고 선수진 중에 손꼽힌다. 리버 플레이트는 1941년과 1942년에 축구의 교과서(Biblia del fútbol)에 따라 전국 리그 우승을 거두었는데, 당시 체사리니는 축구 관련 권한자로 위세를 떨치고 있었다.
그는 이탈리아로 복귀해 시보리, 찰스, 그리고 보니페르티가 포진한 유벤투스를 지도해 세리에 A에서 성공했다. 1960년대 중반을 기점으로, 그는 유망주로 가득한 멕시코의 당대 최강 구단으로 손꼽히는 푸마스 UNAM을 지도했다. 1967년부터 1968년까지 그는 아르헨티나 국가대표팀을 지도했다.

## 수상
유벤투스
- 세리에 A: 1930–31, 1931–32, 1932–33, 1933–34, 1934–35

리버 플레이트
- 아르헨티나 프리메라 디비시온: 1936, 1937
- 코파 알다오: 1936

## 국가대표팀
이탈리아
- 중부 유럽 선수권 대회
  - 우승: 1933–35
  - 준우승: 1931-32

## 후평
- 이탈리아어 용어인 체사리니 구역[zona Cesarini, 혹은 몬테사크로 구역(zona Montesacro)]은 레나토 체사리니를 본따 명명했는데, 체사리니는 막판에 결승골을 뽑아내곤 했다.(예를 들어 1931년 12월 13일, 토리노의 필라델피아 구장에서 헝가리가 이탈리아에 2-3으로 격침한 사례)[5] 이 표현은 이탈리아 축구에서도 계속 쓰이며, 경기 막판에 터진 골을 체사리니 구역(zona Cesarini)과 같은 방식으로 수식한다.

- 체사리니는 소규모 훈련 구장을 아르헨티나에 운영하며 자신의 이름을 땄는데, 1978년에 아르헨티나 국가대표팀의 전 동료가 건립했다.[6]

## 같이 보기
- 오리운도